# Hormona antidiurética
La hormona antidiurética (ADH por sus siglas en inglés), también conocida como arginina vasopresina (AVP), o argipresina, es una hormona producida en el hipotálamo que se almacena y libera a través de la neurohipófisis presente en la mayoría de los mamíferos, incluyendo a los humanos. La vasopresina es una hormona peptídica que controla la reabsorción de moléculas de agua mediante la concentración de orina y la reducción de su volumen, en los túbulos renales, afectando así la permeabilidad tubular. La vasopresina es liberada principalmente en respuesta a cambios en la osmolaridad sérica o en el volumen sanguíneo incrementando la resistencia vascular periférica y a su vez la presión arterial. Recibe su nombre debido a que cumple un papel clave como regulador homeostático de fluidos, glucosa y sales en la sangre.
Es una hormona pequeña (oligopéptido) constituida por nueve aminoácidos:

NH2-Cys-Tyr-Phe-Gln-Asn-Cys-Pro-Arg-Gly-COOH
La vasopresina es una hormona peptídica producida por el hipotálamo (núcleos supraóptico predominantemente y paraventricular), pero almacenada y secretada en la glándula hipófisis. La mayoría se almacena en la parte posterior de la hipófisis (neurohipófisis) con el fin de ser liberada en la sangre. La vasopresina está en elevadas concentraciones en el locus coeruleus y en la sustancia negra, que son núcleos catecolaminérgicos.

## Síntesis

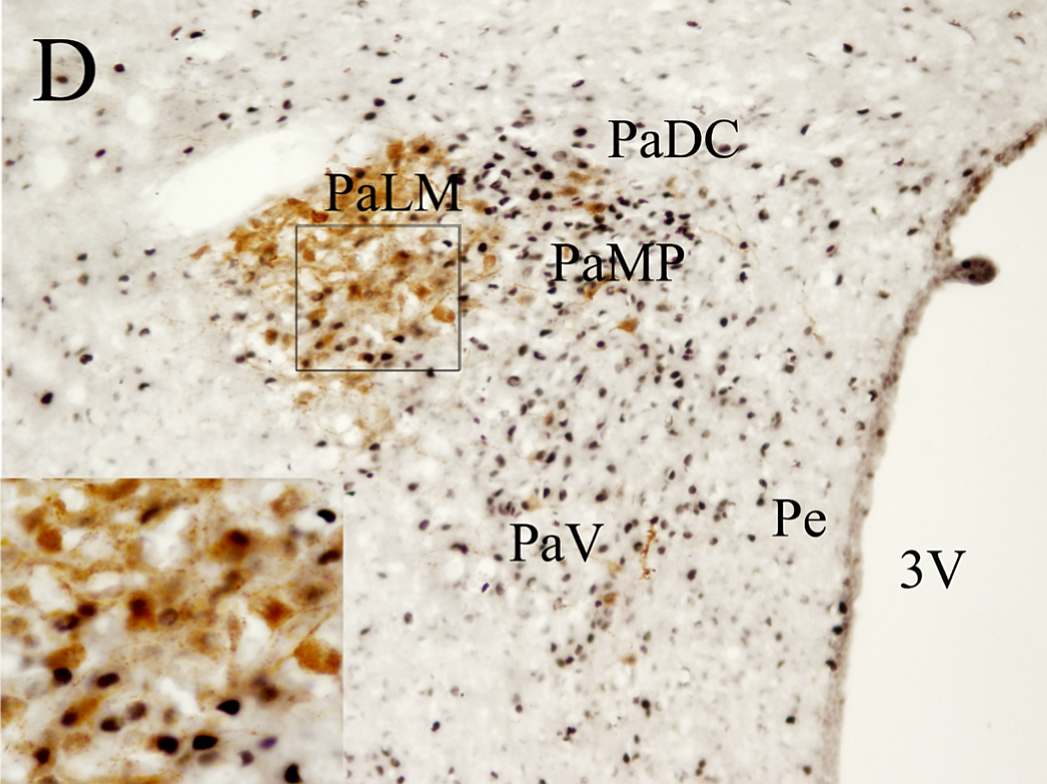
Neuronas magnocelulares secretoras de AVP, dentro del núcleo PVN. PaLM parte magnocelular lateral, aumentada en el recuadro de abajo a la izquierda.

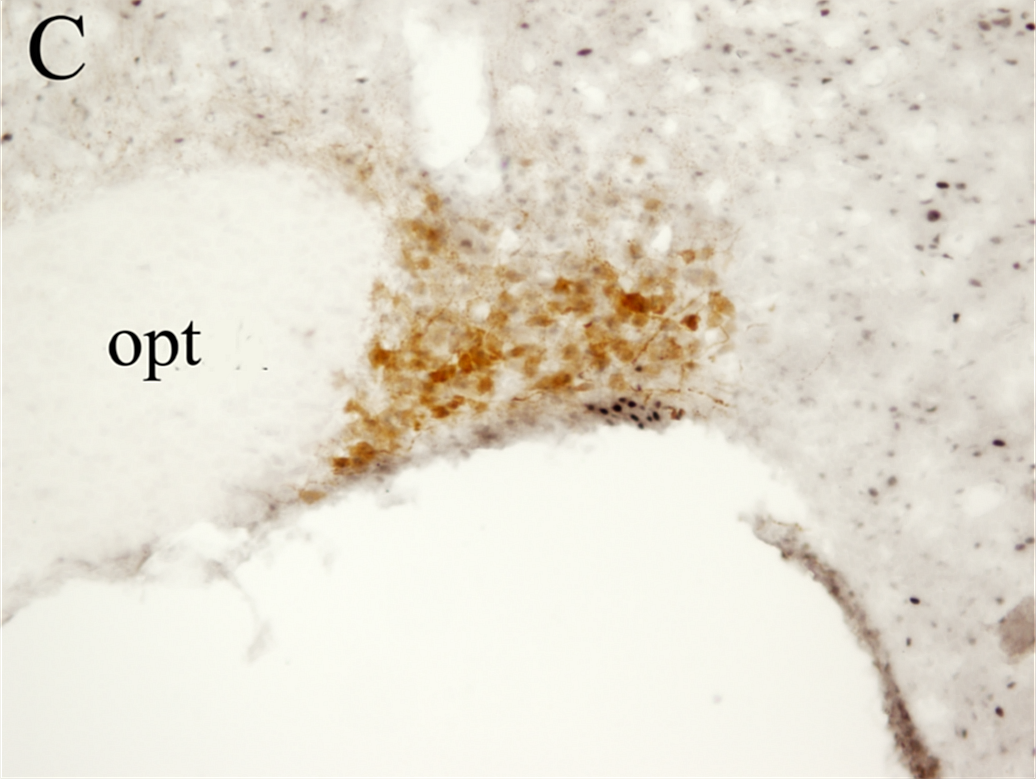
Neuronas magnocelulares secretoras de AVP, dentro del núcleo SON.

La vasopresina de arginina (AVP) que se extrae de la sangre periférica ha sido producida en dos núcleos del hipotálamo: el núcleo Supraóptico (SON) y el núcleo Paraventricular (PVN) y almacenada en la parte posterior de la glándula hipófisis (neurohipófisis) desde donde se libera a la sangre.
Se sintetiza en el retículo endoplasmático, con una secuencia señal (neurofisina II), y se procesa a través del aparato de Golgi. Luego, las vesículas que salen de Golgi (cuerpos de Hering), por transporte axónico, llegan hasta la terminal presináptica adyacente a un vaso sanguíneo, donde se libera. Las vesículas que almacenan al neurotransmisor o bien se destruyen o bien se reutilizan, pero después de que vuelvan a ser transportadas al soma. Los péptidos necesitan concentraciones de calcio más bajas para conseguir la liberación de los neurotransmisores.
La vasopresina se libera desde el lóbulo posterior (neurohipófisis) de la hipófisis en respuesta a la reducción del volumen del plasma sanguíneo o en respuesta al aumento de la osmolaridad en el plasma. Existen varios estímulos no osmóticos que activan las neuronas magnonucleares de los núcleos hipotalámicos productores de AVP, como la angiotensina II intracerebral, las náuseas y la serotonina.

## Eliminación
El mecanismo de inactivación es la proteólisis, por proteasas extracelulares. No se ha identificado ningún sistema de recaptación. 

## Receptores
La vasopresina tiene tres receptores: AVPR1A, AVPR1B y AVPR2. Los AVPR1 provocan una cadena de transducción usando el fosfatidilinositol (PIP2), que provocará la apertura de compartimentos intracelulares para que aumente el calcio en el citosol. Los AVPR2, por su parte, activan la adenilato ciclasa para que produzca AMP cíclico (AMPc). 
La acción del AVPR1A se asocia a la vasoconstricción, gluconeogénesis, agregación plaquetaria, y liberación de factor de coagulación VIII y factor de Von Willebrand, así como reconocimiento social. 
Los agonistas de la vasopresina se utilizan terapéuticamente en varias condiciones, y su análogo sintético desmopresina se usa en condiciones asociadas a baja secreción de vasopresina, así como en control de hemorragias (en algunas formas de la enfermedad de von Willebrand) y en casos extremos de niños con enuresis. La demeclociclina, un antibiótico tetracíclico, se usa a veces para bloquear la acción de la vasopresina en los riñones afectados por hiponatremia debido al SIADH (Síndrome de Secreción Inapropiada de Hormona Antidiurética), cuando ha fallado la restricción de fluidos, sin embargo hoy en día existen antagonistas de la vasopresina más adecuados llamados Vaptanes (Ejm. Tolvaptan).

## Funciones y efectos
- Actúa en la porción final del túbulo distal y en los túbulos colectores renales. Provoca un aumento de la reabsorción de agua y evita que perdamos esta agua por problemas gástricos (mayor expresión de canales de acuaporina 2 en membranas). Este aumento de la reabsorción provocará:

1. Aumento del volumen sanguíneo, retorno venoso, volumen latido y por consecuencia aumento del gasto cardíaco (GC).

La hormona vasopresina promueve la retención de agua desde los riñones. Así pues, altas concentraciones de vasopresina provocan una mayor retención renal de agua, y se excretaría la cantidad justa para eliminar los productos de desecho. Es por esto que durante una deshidratación los niveles de vasopresina están altos: para así evitar la pérdida de agua.
- Actúa sobre el músculo liso vascular provocando una vasoconstricción (vía Inositol trifosfato) y por ello un aumento de la resistencia vascular periférica (RVP).

- Funciona como neurotransmisor. Las concentraciones de vasopresina son mucho más pequeñas que las de los péptidos convencionales, pero con efectos muy potentes. Posee efectos sobre las neuronas de los núcleos paraventriculares y supraópticos que sintetizan y segregan hormonas, y se conoce desde hace tiempo la existencia de fibras colaterales que controlan estas neuronas mediante retroalimentación negativa. La vasopresina inhibe las descargas del núcleo supraóptico y paraventricular. Según una investigación reciente, actúa en la amígdala cerebral como "hormona del miedo" .

- Cuando se administra intracerebralmente la vasopresina , se altera la presión sanguínea y actúa como agente antipirético y analgésico.

- Se la ha implicado en la formación de memoria, incluyendo reflejos retrasados, imágenes, memoria a corto y largo plazos, aunque todavía no se ha aclarado el mecanismo . Estos hallazgos resultan controvertidos.

- Aunque no todos los estudios están de acuerdo, un estudio de 2006 sobre paros cardíacos aportó pruebas de la mayor efectividad de la vasopresina respecto a la epinefrina en casos de paro cardíaco asistólico, sin embargo en las nuevas guías del 2015 de la asociación americana del corazón AHA se evidencia que no existe una mayor efectividad y que la recomendación es siempre usar epinefrina.[cita requerida]

## Enfermedades relacionadas

### Diabetes insípida
Es una enfermedad producida por déficit absoluto o relativo de vasopresina o por resistencia a su efecto, en esta enfermedad los pacientes presentan una diuresis elevada (grandes volúmenes de orina), la cual es muy diluida.  Su nombre de insípida radica en la diferencia que antiguamente se hacía de la diuresis marcada secundaria a diabetes la cual hacía que la orina fuera de sabor dulce (mellitus). El afectado puede llegar a orinar hasta 25 litros de agua al día, lo que puede conducirlos a una deshidratación en caso de que la ingesta no compense la pérdida de agua. Además las pérdidas de agua son mayores que las de soluto (sodio) lo que lleva a la producción de hipernatremia importante.  Se manifiesta de forma característica por polidipsia (sed excesiva) y poliuria (exceso en la producción de orina).
Para evitarlo se le administra vasopresina o análogos de esta al paciente en forma parenteral inicialmente o presentaciones spray nasal para tratamiento a largo plazo,  Puede producirse debido a tumores pituitarios y también por traumatismos craneales.

### SIADH (Síndrome de Secreción inadecuada de la hormona antidiurética)
El SIADH se debe a secreción de vasopresina inapropiada para la osmolaridad o la disminución de volumen intravascular. Produce en el paciente una hiponatremia euvolémica, hiposmolar, con una osmolaridad urinaria mayor a 100 mosm/L (lo que la diferencia de la polidipsia) y un sodio urinario mayor a 40mEq/l en ausencia de hipotiroidismo e insuficiencia suprarrenal, y está relacionado con afecciones del SNC (Infecciones, traumas, ACV), enfermedades pulmonares (ASMA, EPOC), medicamentos (Carbamazepina, ISRS),  neoplasias (Carcinoma de pulmón, gástricos). Se entienden poco los mecanismos fisiopatológicos que están detrás de la mayor parte de los casos de SIADH.